# Willem Christiaan van Manen
Willem Christiaan van Manen, född 8 augusti 1842 i Noordeloos, död 12 juli 1905 i Leiden, var en nederländsk teolog. Han var professor i tidig kristen litteratur och nytestamentlig exeges vid Leidens universitet (1885–1903) och var den internationellt mest inflytelserika i den holländska radikalkritiska skolan.

## Verk
Van Manens disputerade 1865 vid Utrechts universitet på en studie om autenticiteten av Första Thessalonikerbrevet. Hans slutsats var att det var ett äkta brev av Paulus. Men 1889 skrev han i en bokrecension att han höll med Rudolf Steck och A.D. Loman, att alla Paulus brev var pseudepigrafer. Van Manens viktigaste verk "Paulus" publicerades i tre delar 1890-1896. Den första delen behandlade Apostlagärningarna. Hans slutsats var att bibelboken var beroende av Flavius Josefus verk och andra klassiska verk, och att den tillkommit någon gång under perioden 125 till 150. De två andra delarna handlade om Romarbrevet och om Första Korinthierbrevet och Andra Korinthierbrevet.
Van Manen bidrog med flera uppsatser till ansedda Encyclopaedia Biblica (1899-1903):
- "Old-Christian literature", särskilt avsnittet "Epistles"
- "Paul – Later criticism", en efterskrift till uppsatsen av E. Hatch
- Romarbrevet
- Paulus och Polykarpos epistlar till Filippi
- Paulus epistel till Filemon